# Скожево
Скожево (пол. Skorzewo) — село в Польщі, у гміні Косьцежина Косьцерського повіту Поморського воєводства.
Населення — 1562 особи (2011).
У 1975-1998 роках село належало до Гданського воєводства.

## Демографія
Демографічна структура станом на 31 березня 2011 року:
|          | Загалом | Допрацездатний вік | Працездатний вік | Постпрацездатний вік |
| -------- | ------- | ------------------ | ---------------- | -------------------- |
| Чоловіки | 789     | 243                | 496              | 50                   |
| Жінки    | 773     | 225                | 466              | 82                   |
| Разом    | 1562    | 468                | 962              | 132                  |